# Битва при Херонее (86 до н. э.)
Би́тва при Хероне́е (86 год до н. э.) — сражение в Греции под селением Херонея в Беотии, в ходе которого римский консул Сулла разгромил понтийского царя Митридата VI. Описание битвы есть в трёх древних текстах, хотя и слегка отличается: в «Митридатовой войне» Аппиана (разделы 42—43), в «Стратегемах» Фронтина (книга 2, глава 3.17) и в жизнеописании Суллы Плутарха (главы 17—19).

## Предыстория

Беотия и Аттика

В 88 году до н. э. десантный корпус Архелая начал подчинение островов Эгейского моря. Почти все они без боя перешли на сторону понтийцев. Лишь на Делосе было оказано сопротивление. В результате этих событий было перебито 20 тысяч римлян и италийцев. Архелай объявил о передаче острова и священной казны Афинам, которые формально были независимым городом. В Афины с деньгами был отправлен Аристион, который, опираясь на недовольство римлянами, захватил власть в городе. Вскоре на сторону Понта перешли Пелопоннес и Беотия.
В 87 году до н. э. Архелай и Аристион выступили с армией в Беотию, где стали осаждать город Феспий, жители которого отказались переходить на сторону Понта. Понтийский стратег Метрофан захватил Эвбею и высадился в Средней Греции, но потерпел поражение от прибывшего в Грецию легата македонского наместника Бруттия Суры и отступил. Бруттий двинулся против Архелая, но в трёхдневном сражении победу не смогла одержать ни одна из сторон. После неудачной попытки захватить Пирей Бруттий отступил в Македонию. Аркафий-Ариарат ещё в 88 году до н. э. был отправлен покорять Фракию, но действовал нерешительно.

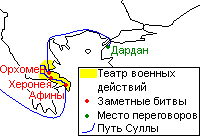
Кампания Суллы

Осенью 87 года до н. э. пять римских легионов во главе с Луцием Корнелием Суллой, назначенным полководцем в войне с Понтом, высадились в Греции. Получив наёмников, продовольствие и деньги, он двинулся против Архелая. Во время его прохода через Беотию некоторые беотийские города перешли на его сторону. Понтийский полководец не решился вступить в бой и отступил в Пирей, который был сразу же осаждён. Другая часть войска осадила Афины. Первый штурм Пирея не удался, и Сулла приступил к правильной осаде. К зиме в Афинах начался голод, а Архелай не имел возможности поставить продовольствие в город. Сулла решил организовать морскую блокаду Пирея, для чего отправил Лукулла к царям Сирии, Египта и на Родос. Ему удалось справиться с поручением, и Лукулл начал морскую кампанию против флота Митридата.
Зимой 87/86 годов до н. э. отряд Неоптолема потерпел поражение у Халкиды, но Ариарат прошёл Фракию, занял Македонию и двигался в Грецию. Чтобы избежать сражения сразу с двумя армиями, Сулла предпринял штурм Пирея. Однако это ему не удалось, и он снова перешёл к осаде. Между тем Ариарат в дороге заболел и умер, а его армия из-за этого задержалась. Афиняне страдали голода и отправили послов к Сулле просить о мире, но он отказал им. В результате ночного штурма римляне 1 марта 86 года до н. э. вступили в Афины. Аристион с небольшим отрядом укрылся в Акрополе, где держался несколько дней, а в городе началась резня. После взятия города полководец направил силы на штурм Пирея. В течение нескольких дней в ходе кровопролитных боёв римляне заняли большую часть порта, и Архелай с оставшимися войсками отплыл в Беотию, а потом в Фессалию.
Достигнув Фермопил, понтийский стратег присоединил к своим силам войско Ариарата, после чего под его командованием оказалось 50 тыс. пехотинцев, 10 тыс. всадников и 90 боевых колесниц. Сулла также объединился с 6-тысячным легионом Гортензия и командовал армией численностью 15 тыс. пехоты и 1,5 тыс. кавалерии. После этого Архелай направился в сторону Фокиды и встал лагерем у города Херонея, расположив войско между холмами, когда его настиг Сулла.

## Силы сторон
Аппиан сообщает, что у понтийского командующего Архелая были фракийские, понтийские, скифские, каппадокские, вифинийские, галатийские и фригийские войска общим числом примерно 120 тыс. Каждой национальностью командовал свой собственный военачальник, а они подчинялись Архелаю, командиру союзных армий.
Силы Суллы состояли из нескольких легионов римских солдат, а также македонян и греков, которые перешли на римскую сторону. По сообщению Аппиана римское войско было в три раза меньше понтийского и насчитывало примерно 40 тыс. солдат.

## Место битвы
Аппиан сообщает, что позади римлян было ровное поле, удобное для маневра, тогда как позади лагеря понтийцев располагались горы.

## Битва
Римляне атаковали лагерь понтийцев. Понтийский военачальник направил в атаку кавалерию и колесницы, но эти его действия не увенчались успехом. Тогда в атаку пошло всё войско. В первых рядах шла кавалерия, затем 15-тысячная фаланга, набранная из освобождённых македонских рабов, а затем италийские перебежчики, вооружённые по римскому образцу. Конница разбила римские ряды и начала их окружение. Но Сулла вместе со всадниками и двумя когортами смог отбросить понтийских всадников, которые своим отступлением смешали ряды фаланги. Римская пехота начала прорубаться сквозь понтийские ряды, а большая скученность и ландшафт окончательно решили исход битвы. Из войска Архелая уцелело 10 000 человек, которые смогли достигнуть Халкидики и оттуда продолжили набеги на побережье. Попытки Архелая контратаковать с помощью конницы не увенчались успехом.

## Последствия
Так как воины Митридата бежали по направлению к своему лагерю по пересеченной местности, они были приведены в полный беспорядок, и их легко уничтожили римляне. Аппиан сообщает, что Архелай заблокировал своим солдатам вход в лагерь и заставил их повернуться и столкнуться с римлянами, но они не смогли противостоять их напору.
Аппиан и Плутарх сообщают, что только 10 тыс. вражеских (понтийских) воинов выжили и сбежали в ближайший город. Также они добавляют, что к концу битвы римляне недосчитались 14 человек, два из них вернулись с наступлением ночи. Таким образом, римские потери составили неправдоподобные 12 солдат.
За этой битвой последовало сражение при Орхомене, после того как Архелай получил подкрепление свежими войсками.